# Cucullia aribac
Cucullia aribac är en fjärilsart som beskrevs av Barnes 1904. Cucullia aribac ingår i släktet Cucullia och familjen nattflyn. Inga underarter finns listade i Catalogue of Life.